# Vladîslavka, Mîronivka
Vladîslavka (în ucraineană Владиславка) este localitatea de reședință a comunei Vladîslavka din raionul Mîronivka, regiunea Kiev, Ucraina.

## Demografie
Componența lingvistică a localității Vladîslavka
     Ucraineană (98,14%)
     Rusă (1,8%)
     Alte limbi (0,06%)
Conform recensământului din 2001, majoritatea populației localității Vladîslavka era vorbitoare de ucraineană (98,14%), existând în minoritate și vorbitori de rusă (1,8%).